# Cas Malaya
El cas Malaya és un cas de corrupció urbanística a Marbella (Andalusia, Espanya) que es va fer públic el 30 de març de 2006, i que, per primer cop en la democràcia d'Espanya, va suposar la dissolució d'un ajuntament i la detenció de gairebé tots els representants municipals en les distintes fases de l'operació.

## Precedents
Marbella, una ciutat emblemàtica de la Costa del Sol, ha viscut des dels anys 60 del segle XX un desenvolupament urbanístic desmesurat que es va intensificar a partir de 1991, amb l'entrada al poder municipal del GIL, el partit del polèmic Jesús Gil y Gil, qui va incorporar com a assessor d'urbanisme Juan Antonio Roca, en el càrrec fins al 2003. Durant aquest període (en què la població va augmentar de 80.000 fins a 124.333 habitants) es registraren els principals escàndols de corrupció urbanística, fruits dels quals són l'existència d'uns 30.000 habitatges il·legals, la impugnació d'un miler de llicències d'obres, i que en març de 2006 la Junta d'Andalusia incoàs un expedient per retirar les competències urbanístiques al municipi de Marbella. A més a més, el 5 d'abril de 2006 el Senat espanyol va acordar, per unanimitat, la dissolució de l'ajuntament.

## Primeres actuacions
La investigació policial tingué origen en unes declaracions del cap del Servei jurídic d'urbanisme de l'ajuntament quan testificava en una altra causa sobre la gestió urbanística del municipi de Marbella, que motivaren que el jutge instructor del cas, el magistrat Torres, requerís l'inici de les investigacions en novembre de 2005. Després de quatre mesos d'escoltes telefòniques, els investigadors s'adonaren de l'existència d'un complex entramat societari amb més de 120 societats instrumentals que eran utilitzades presumptament per l'exasesor d'urbanisme, Juan Antonio Roca, qui, malgrat que no ocupava cap càrrec electe en la corporació, controlava les decisions polítiques i econòmiques del consistori. Es va analitzar el seu entorn més proper, les persones que havien integrat o integraven la corporació local i aquelles que hi exercien activitats professionals i comercials.

## Fases de l'operació
L'operación policial es desenvolupà en tres fases:
- En la primera foren detingudes vint-i-nou persones a Marbella, Madrid i Múrcia, entre elles, el suposat cervell de la trama de corrupció, Juan Antonio Roca, l'alcaldesa, Marisol Yagüe, i la primera tinent d'alcalde, Isabel García Marcos.
- A finals de juny de 2006, agents de la Direcció General de la Policia detingueren trenta persones més en diversos punts d'Espanya dins de la segona fase. A la llista d'arrestats hi havia tretze exregidors de l'ajuntament de Marbella i més d'una desena de constructors i promotors. La trama de corrupció a Marbella va esquitxar, així, importants empresaris de la construcció a Andalusia. Aquesta segona fase fou possible per l'estudi de la documentació obtinguda en els registres de dependències municipals de Marbella i en altres immobles i dels comptes bancaris intervinguts en la primera fase.
- El 14 de novembre de 2006 s'orquestà la tercera fase de l'operació amb la detenció d'onze persones més, entre les quals es trobaven set empresaris, un funcionari judicial i el director d'una entitat bancària a Marbella.

## Sentència
La policia va bloquejar en conjunt més d'un miler de comptes bancàries, va efectuar innombrables registres i va confiscar béns i diners en metál·lic per valor de més de 2.600 milions d'euros. La requalificació de terrenys, la concessió de llicències, la posada en marxa de subhastes i concursos públics arreglats per afavorir empresaris amics a canvi de milionàries comissions i regals semblen el modus operandi.
El 27 de setembre de 2010 va començar a l'Audiència Provincial de Màlaga la vista oral del procés, que va desembocar en la sentència de 4 d'octubre de 2013. D'acord amb aquesta, Juan Antonio Roca fou condemnat a 11 anys de presó i una multa de 240 milions d'euros pels delictes de blanqueig de capitals, prevaricació administrativa, frau i suborn passiu per acte injust. Segons la sentència, de 5.774 pàgines, l'Ajuntament de Marbella havia instaurat "un sistema de corrupció generalitzada sota el poder de fet exercit pel senyor Roca". L'exalcalde del municipi, Julián Muñoz, va ser condemnat a dos anys de presó i 16 d'inhabilitació per frau i prevaricació, mentre que el tribunal va imposar una pena a la seva successora, Marisol Yagüe, de sis anys de presó. L'extinent d'alcalde Isabel García Marcos, que va ser considerada el "flagell" de Jesús Gil -mort el 2004- durant els seus anys com a regidora del PSOE -va ser-ne expulsada el 2003-, fou condemnada a quatre anys de presó per delictes de suborn passiu i alteració de preus de concursos. Les penes, però, foren molt inferiors a les demanades per la Fiscalia Anticorrupció, i quasi la meitat dels imputats van ser absolts.